# Malvern (Arkansas)
Pour les articles homonymes, voir Malvern.
La ville américaine de Malvern est le siège du comté de Hot Spring, dans l’Arkansas. Lors du recensement de 2000, sa population s'élevait à 9 021 habitants. Coordonnées géographiques : 34° 21′ 50″ N, 92° 48′ 39″ O.

## Démographie
| 1890  | 1900  | 1910  | 1920  | 1930  | 1940  | 1950  | 1960  |
| ----- | ----- | ----- | ----- | ----- | ----- | ----- | ----- |
| 1 520 | 1 582 | 2 778 | 3 364 | 5 115 | 5 290 | 8 072 | 9 566 |

| 1970  | 1980   | 1990  | 2000  | 2010   | - | - | - |
| ----- | ------ | ----- | ----- | ------ | - | - | - |
| 8 739 | 10 163 | 9 256 | 9 021 | 10 318 | - | - | - |

## Source
- (en) Cet article est partiellement ou en totalité issu de l’article de Wikipédia en anglais intitulé « Malvern, Arkansas » (voir la liste des auteurs).